# Niaskauz

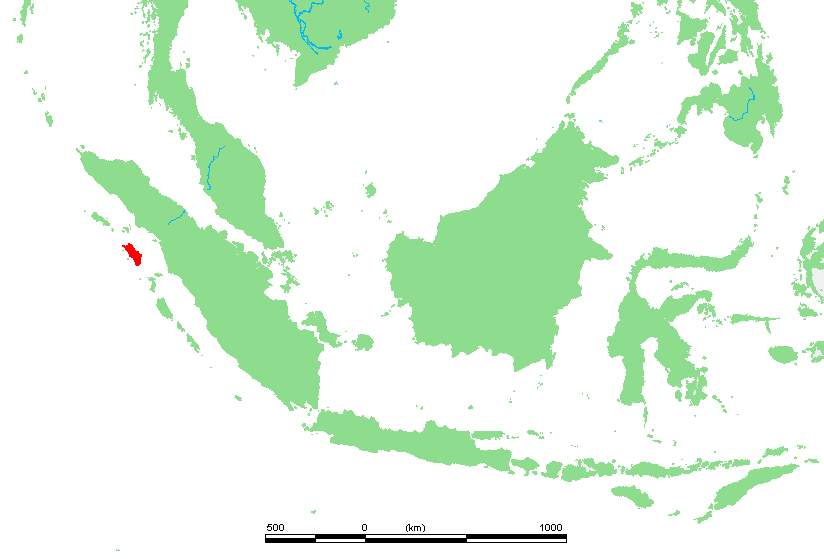
Verbreitungsgebiet des Niaskauz

Der Niaskauz (Strix niasensis) ist eine Art aus der Familie der Eigentlichen Eulen (Strigidae). Er kommt ausschließlich in Südostasien vor und ist eine der sehr wenigen inselendemischen Arten innerhalb der Gattung Strix. Er galt über längere Zeit als Unterart des Malaienkauzes. In jüngerer Literatur geht man davon aus, dass der Niaskauz gemeinsam mit Malaienkauz, Bergkauz und Bartelskauz eine Superspezies bildet.

## Merkmale
Mit einer Körpergröße von etwa 35 Zentimetern ist der Niaskauz eine eher mittelgroße Art innerhalb seiner Gattung. Federohren fehlen. Der Gesichtsschleier ist rötlichbraun bis kastanienfarben und von einem unauffälligen und unscharfen dunklen Rand umgeben. Die Region rund um die Augen ist schwarz. Die Augenbrauen sind blass rötlich-ockerfarben. Das Kopfgefieder ist ansonsten überwiegend dunkel- bis schwarzbraun. Die Kehle ist weißlich. Im Nacken befindet sich ein breites, dunkel kastanienfarbenes Band. Die Vorderbrust ist leuchtend kastanienfarben. Flügel und Schwanz sind rötlich und cremefarben gestreift. Die Körperunterseite ist zimtfarben mit dunkleren, braunen Querstreifen. Die Läufe sind befiedert, die Zehen sind nur vorne nicht befiedert. Die Augen sind dunkelbraun. 
Verwechslungsmöglichkeiten bestehen mit dem Malaienkauz, dessen Gesichtsschleier mehr rötlich ist und dem das Nackenband fehlt. Er ist außerdem wie der Bergkauz auffällig größer. Beim Bartelskauz ist das Nackenband ockerfarben. 

## Verbreitungsgebiet
Das Verbreitungsgebiet des Niaskauzes ist auf die Insel Nias nordwestlich von Sumatra begrenzt. Er ist damit einer der wenigen Inselendemiten innerhalb der Gattung Strix. Ein ähnlich begrenztes Verbreitungsgebiet findet man nur beim Bartelskauz und beim Sichuankauz. Der Niaskauz gilt als Standvogel. Sein Lebensraum sind tropische Wälder der Tiefebenen.

## Lebensweise
Über die spezifische Lebensweise des Niaskauzes ist nahezu nichts bekannt. Generell wird unterstellt, dass die Lebensweise der des Malaienkauzes entspricht.

## Belege

### Einzelbelege
1. ↑   König et al., S. 359
2. ↑   König et al., S. 358